# Maskapalis
Maskapalis (Apalis binotata) är en fågel i familjen cistikolor inom ordningen tättingar.

## Utseende och läte
Maskapalis är en liten och slank sångare med grönaktig ovansida och rödaktiga ögon. Grått på hjässa och kinder skiljs åt från den svarta strupen av ett tydligt vitt mutaschstreck. Liknande svartstrupig apalis har slående gulorange på buken medan albertineapalis har svart hjässa och mustaschstrecket är reducerat till en fläck på halssidan. Bland lätena hörs ett strävt ihållande "dree-lip, dree-lip, dree-lip" och ett torrt "strik-strik-strik".

## Utbredning och systematik
Fågeln förekommer i sydvästra Kamerun, nordöstra Gabon, östra Demokratiska republiken Kongo, östra Uganda och nordvästra Tanzania. Den behandlas som monotypisk, det vill säga att den inte delas in i några underarter.

### Familjetillhörighet
Cistikolorna behandlades tidigare som en del av den stora familjen sångare (Sylviidae). Genetiska studier har dock visat att sångarna inte är varandras närmaste släktingar. Istället är de en del av en klad som även omfattar timalior, lärkor, bulbyler, stjärtmesar och svalor. Idag delas därför Sylviidae upp i ett antal familjer, däribland Cisticolidae. 

## Levnadssätt
Maskapalisen är en lokalt vanlig fågel på spridda lokaler i låglandsskogar under 1500 meters höjd. Den hittas i både ursprunglig och uppväxande skog, liksom buskmarker i öppningar. Fågeln ses i de lägre skikten.

## Status och hot
Arten har ett stort utbredningsområde, men tros minska i antal, dock inte tillräckligt kraftigt för att den ska betraktas som hotad. Internationella naturvårdsunionen IUCN listar arten som livskraftig (LC).